# Каравостаси (Урумлък)
Каравостаси (на гръцки: Καραβοστάσι) е бивше село в Република Гърция, дем Александрия, област Централна Македония.

## География
Селото е било разположено в областта Урумлък (Румлуки), на 2 km южно от Плати, край старото корито на Колудей (Лудиас).

## История
Името на селото, което в превод означава Спирка на кораби, показва, че реката е била плавателна и това е било пристанището на Плати.
Каравостаси е споменато като селище при създаването на община Корифи в 1918 година.
| Година    | 1913 | 1920 | 1928 | 1940 | 1951 | 1961 | 1971 | 1981 | 1991 | 2001 | 2011 | 2021 |
| --------- | ---- | ---- | ---- | ---- | ---- | ---- | ---- | ---- | ---- | ---- | ---- | ---- |
| Население |      | 15   |      |      |      |      |      |      |      |      |      |      |